# کتاب مقدس گوتنبرگ

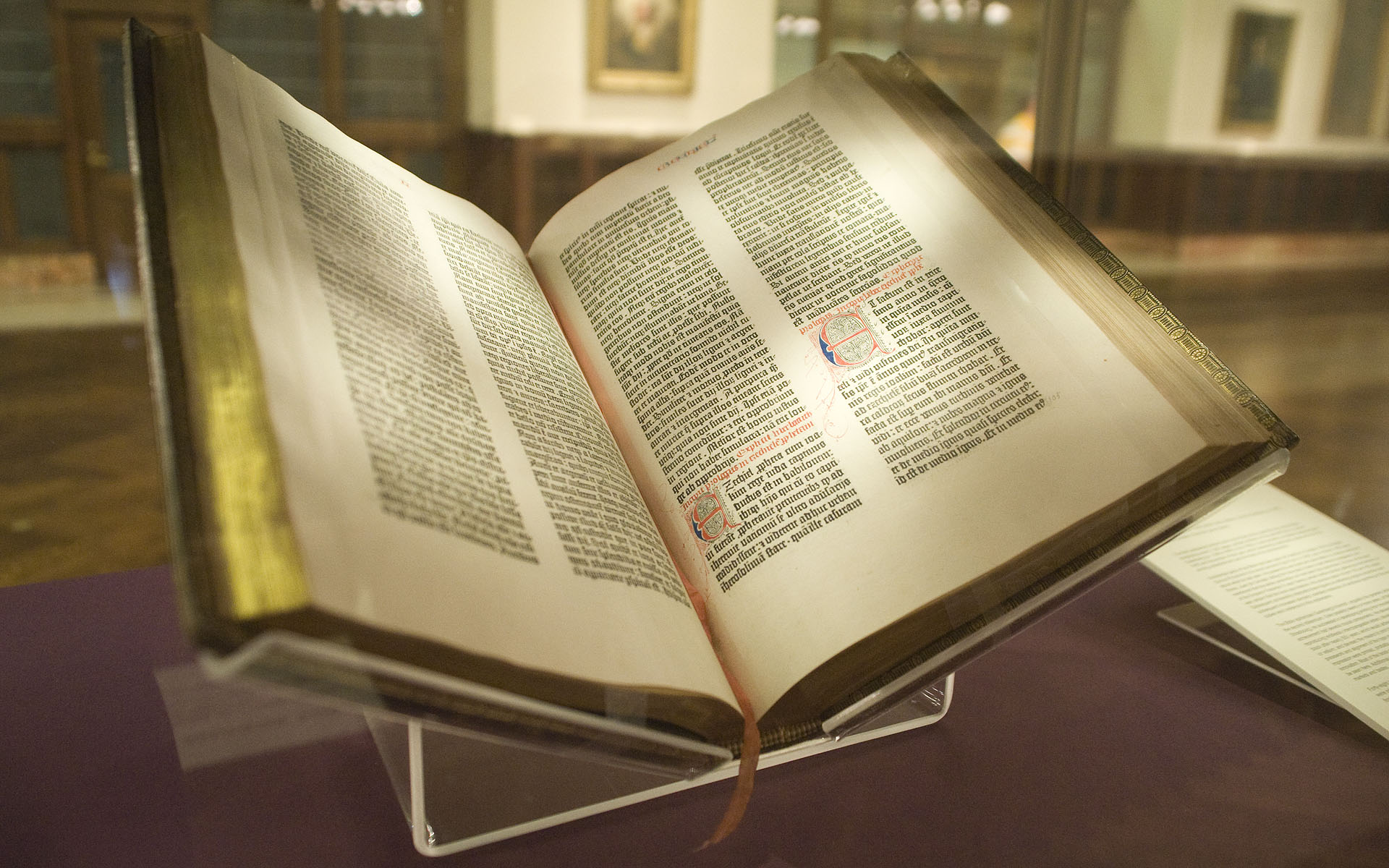
کتابِ مقدّسِ گوتنبرگ در کتابخانهٔ عمومی نیویورک. این نسخه در سال ۱۸۴۷ توسط جیمز لنو خریداری شده بود. این نسخه نخستین آن در ایالات متحده آمریکا بود.

کتابِ مقدّس گوتنبرگ (انگلیسی: Gutenberg Bible) یا کتابِ مقدّسِ ۴۲-خطی، کتابِ مقدّسِ مازارین یا بی۴۲ یکی از نخستین کتاب‌های چاپ شده به صورت عمده توسط چاپ سربی در اروپا بود. این کتابِ مقدس آغازگر انقلاب گوتنبرگ در صنعت چاپ و عصر کتاب‌های چاپ شده در غرب بود. این کتاب به خاطر کیفیات زیباشناسانه و هنری ارزشمند و حایز اهمیت شمرده می‌شود.